# Darton
Darton – wieś w Anglii, w hrabstwie ceremonialnym South Yorkshire, w dystrykcie metropolitalnym Barnsley. Leży 23 km na północ od miasta Sheffield i 250 km na północ od Londynu. Miejscowość liczy 14 927 mieszkańców.
W miejscowości znajduje się kościół, który został zbudowany w 1150.